# Scrophularia pruinosa
Scrophularia pruinosa är en flenörtsväxtart som beskrevs av Pierre Edmond Boissier. Scrophularia pruinosa ingår i släktet flenörter, och familjen flenörtsväxter. Inga underarter finns listade i Catalogue of Life.